# Clopinettes
Clopinettes est une série de bande dessinée humoristique écrite par Marcel Gotlib et dessinée par Nikita Mandryka publiée de 1970 à 1973 dans l'hebdomadaire Pilote.
Ces récits, à la manière des « fables-express » du même Gotlib, sont des gags en une ou, plus rarement, deux planches qui développent un calembour souvent tiré par les cheveux. Gotlib et Mandryka en avait déjà réalisé plusieurs en 1969 dans Super Pocket Pilote.

## Publications

### Périodiques
- Clopinettes, dans Pilote, 34 gags et 5 récits de deux pages, 1970-1973[2].

### Albums
- Clopinettes, Dargaud, 1974  (ISBN 2205007580).
- Clopinettes, Dargaud, coll. « 16/22 » :

1. Clopinettes (1re partie), 1980  (ISBN 220501658X).
2. Clopinettes (2e partie), 1980  (ISBN 220501790X).

- Clopinettes, Dargaud, 2011  (ISBN 9782205066883). Réédition augmentée de 32 planches.